# Kloster Höningen

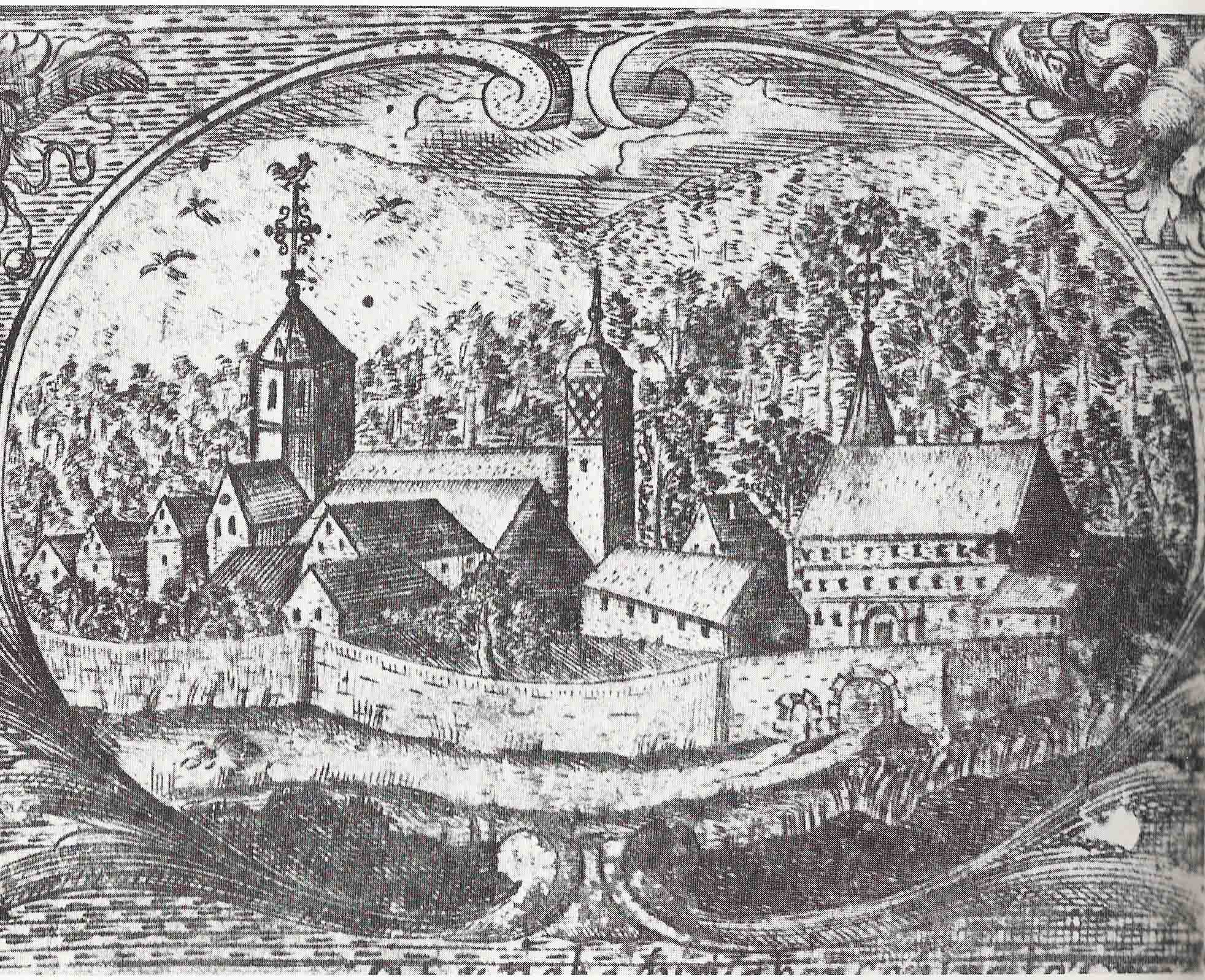
Höningen vor dem Brand von 1569, aus nördlicher Sicht (Kupferstich). Links erhebt sich die Klosterkirche.

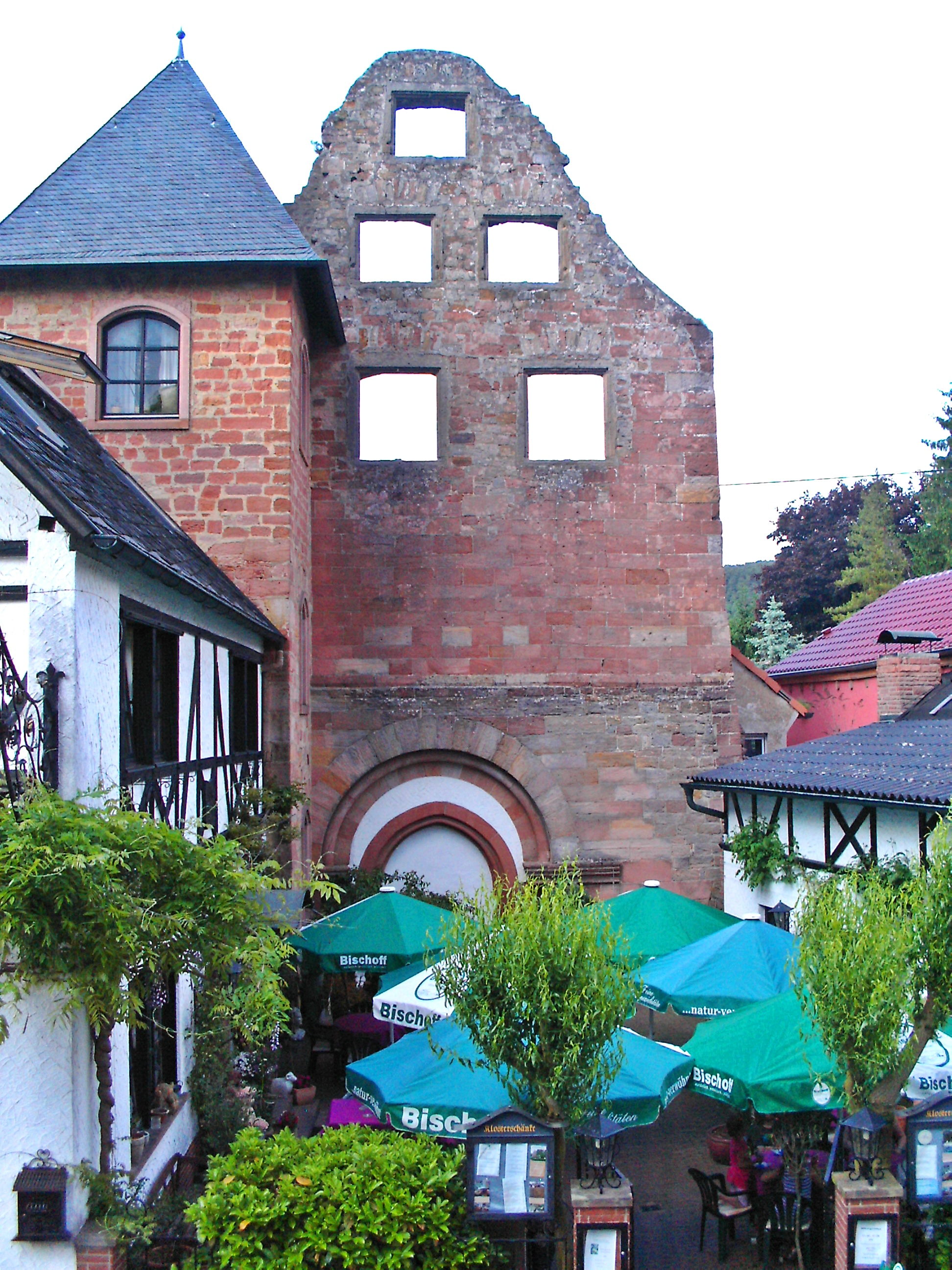
Westfassade der Klosterkirche, mit Haupteingang (Türmchen und rechteckige Fenster sind nicht aus der Klosterzeit)

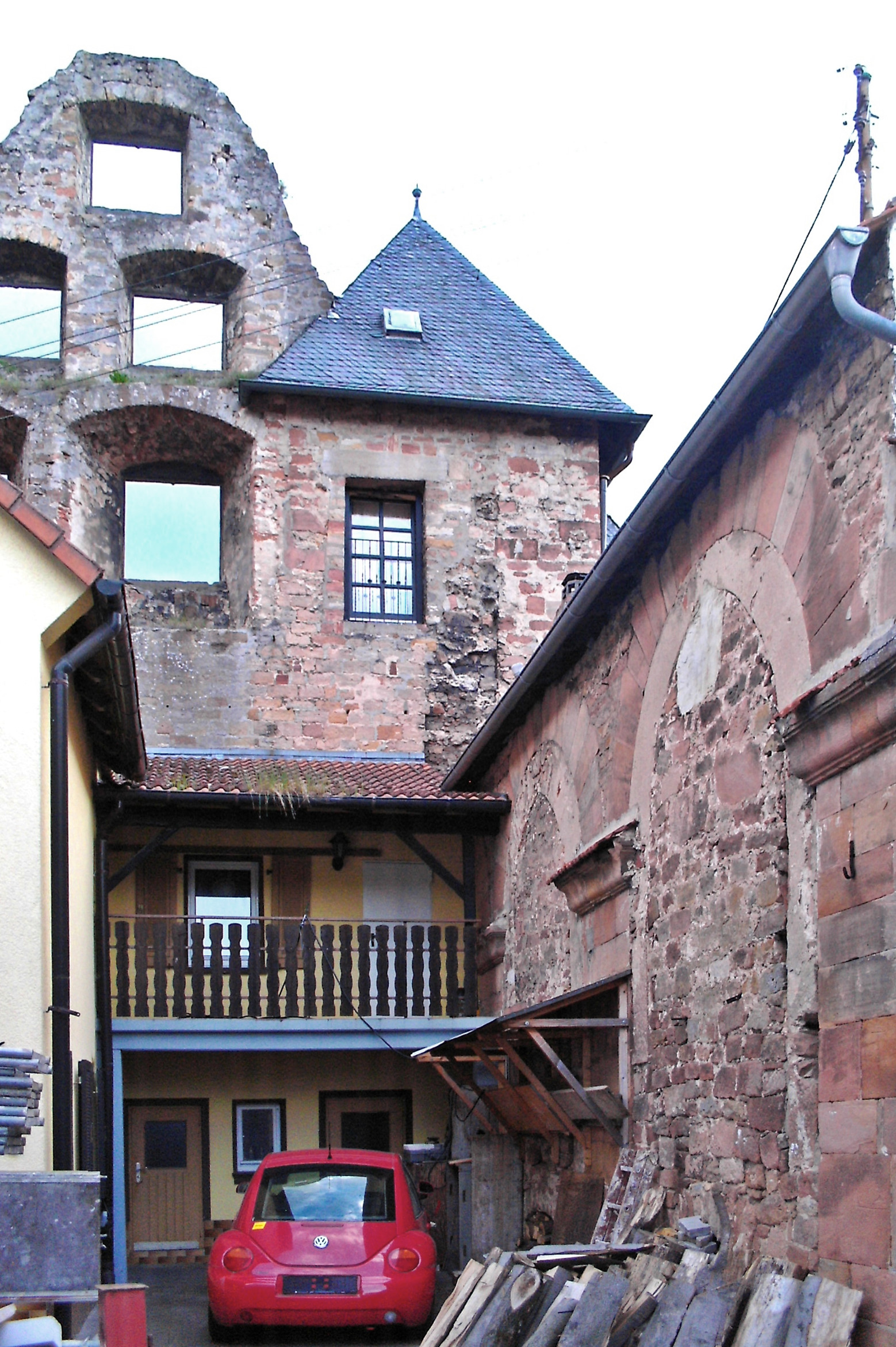
Westwand der Kirche aus dem ehemaligen Schiff heraus gesehen. Rechts zugemauerte Pfeiler und Bogen vom Mittelschiff des Langhauses zum nördlichen Seitenschiff

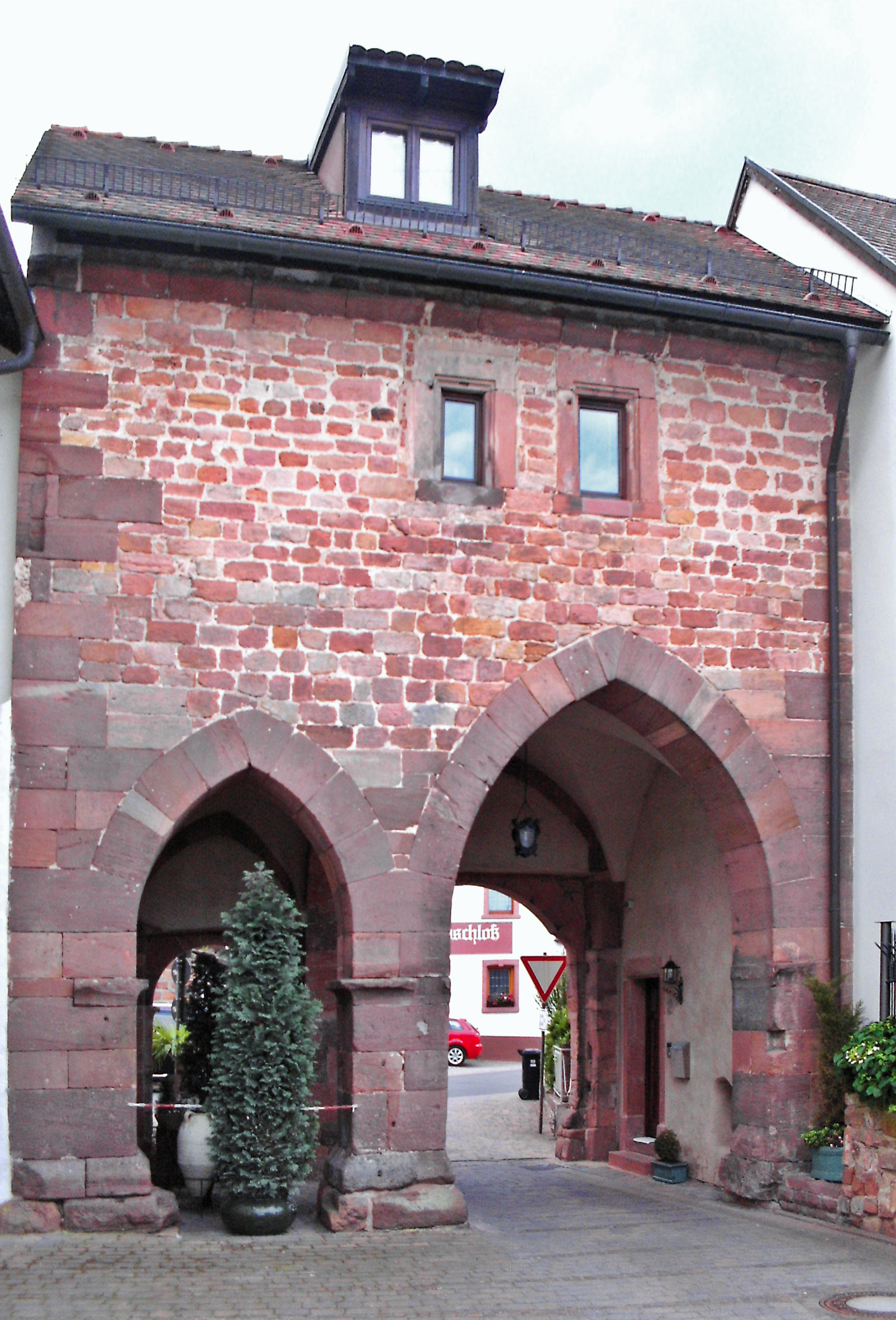
Torhaus im Innenbereich neben dem ehem. Konventsgebäude

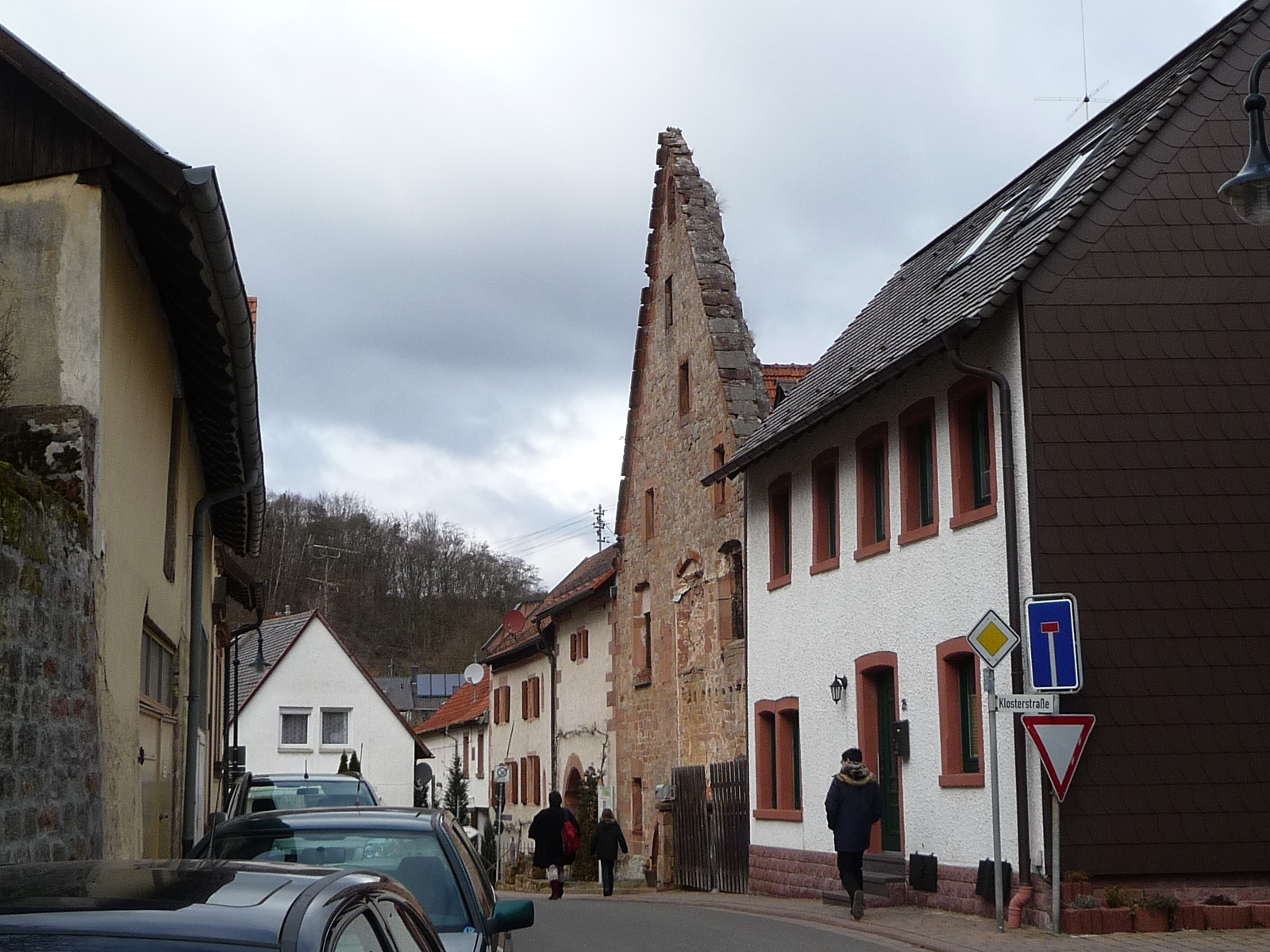
Straßenszene mit Westfassade des ehem. Konventsgebäudes

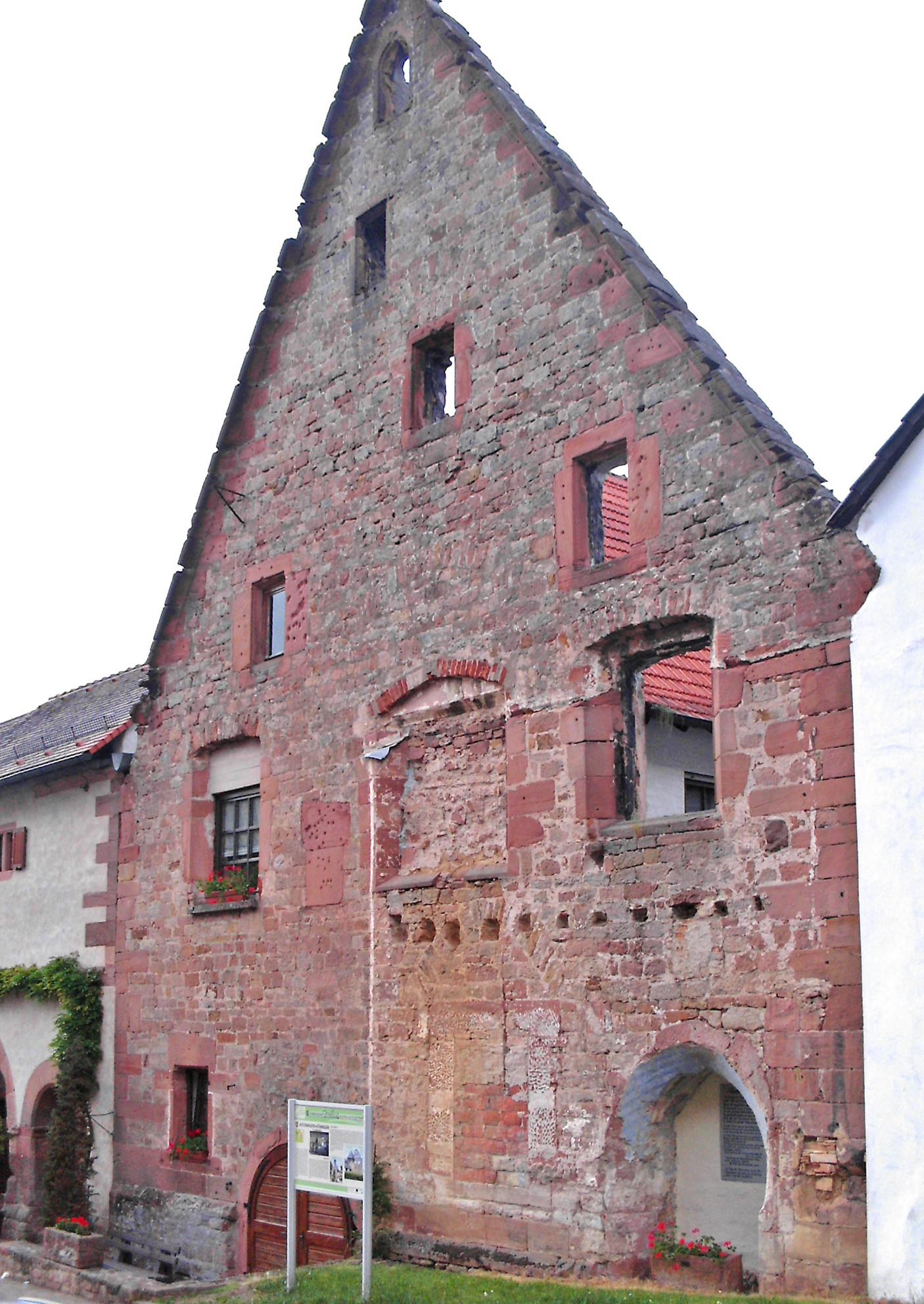
Westfassade des ehem. Konventsgebäudes

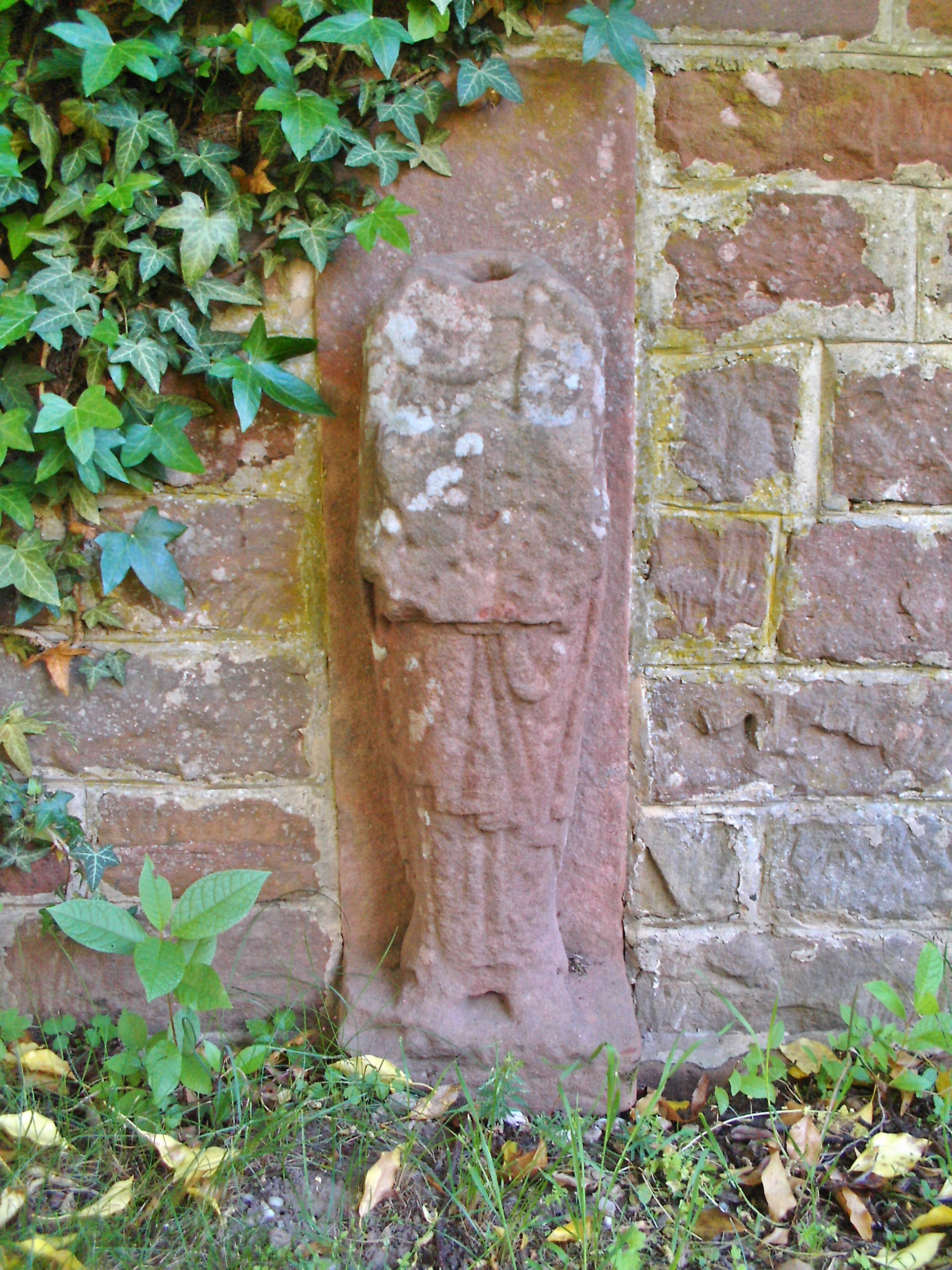
Figurenspolie (ohne Kopf), eingelassen in Nordmauer des heutigen Friedhofs

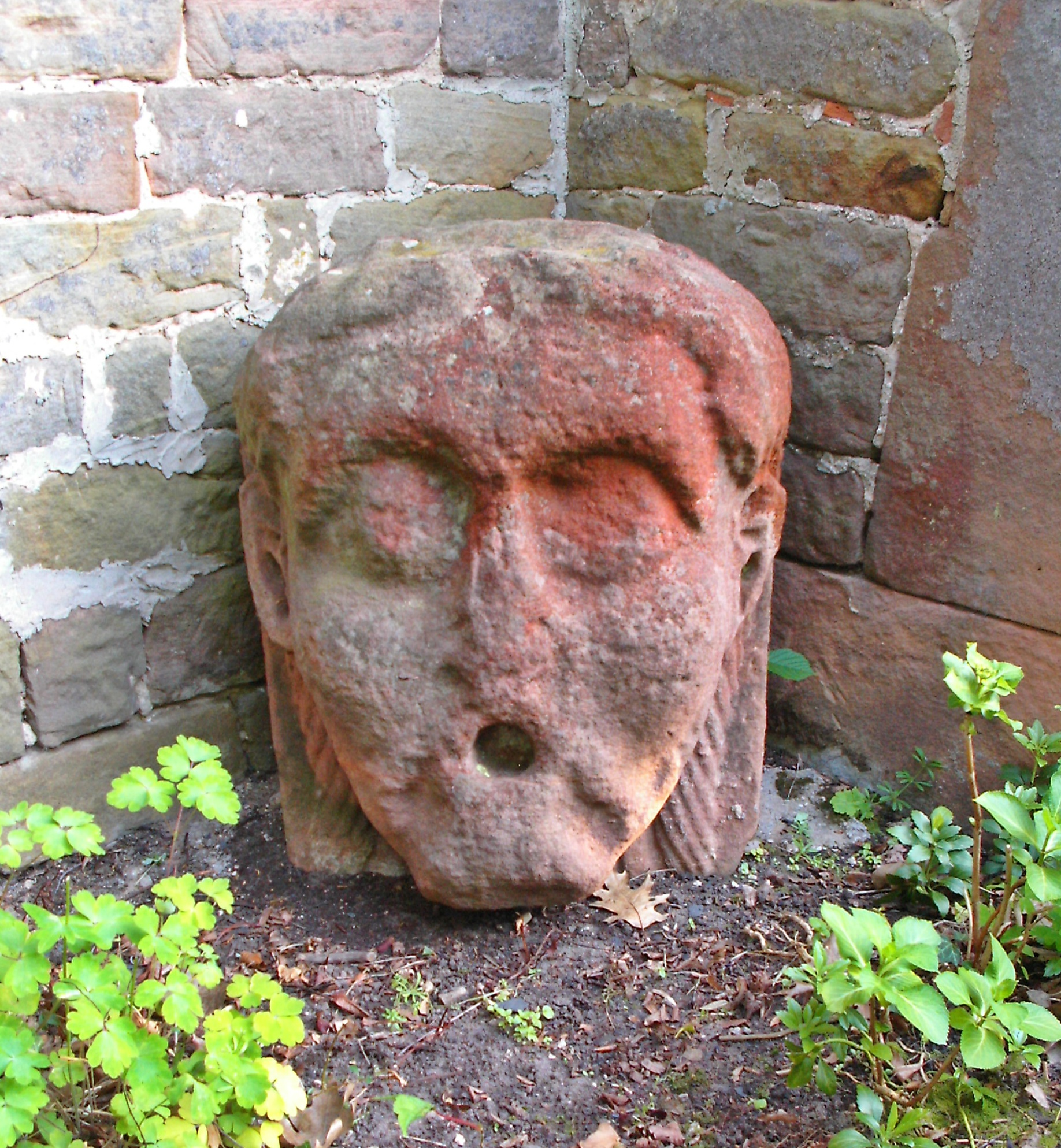
Romanischer Kopf, im heutigen Friedhofsbereich; vermutlich Wasserspeier vom Klosterbrunnen

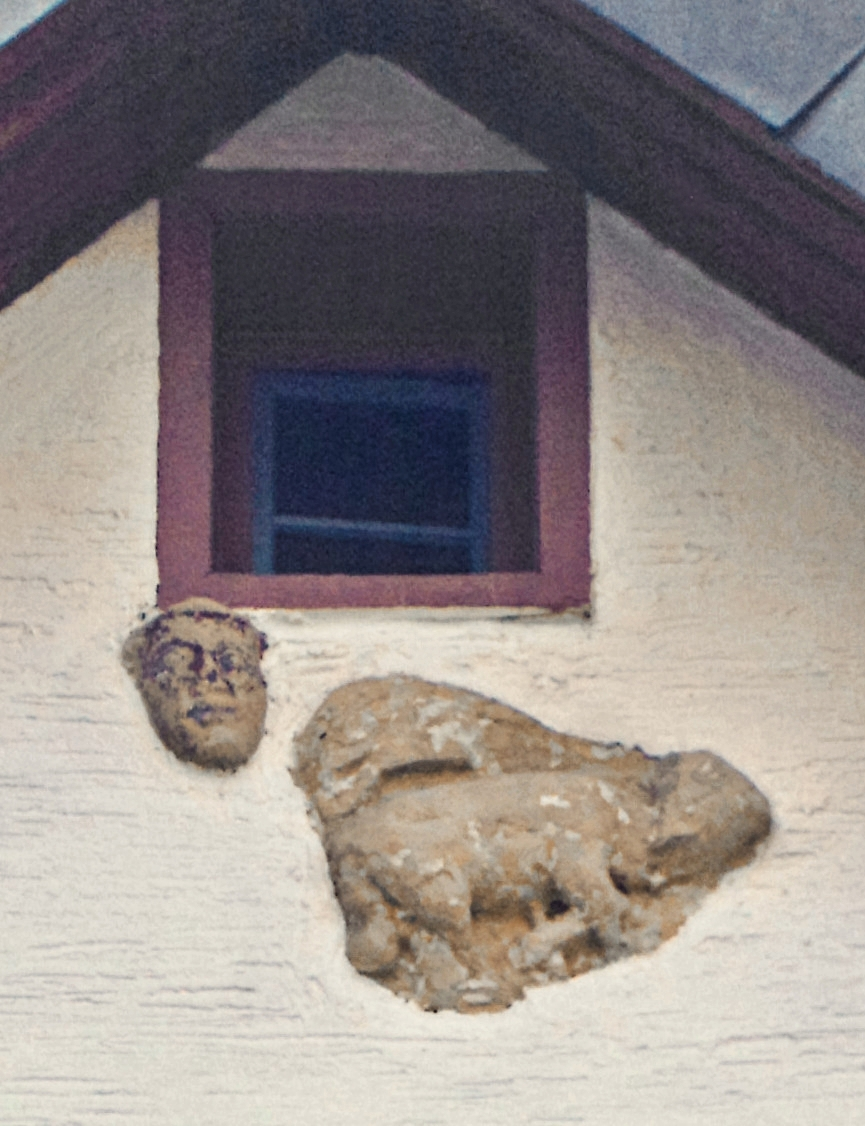
Spoliensteine (Tierfigur und Mönchskopf), eingemauert an Wohnhaus in der Hauptstraße

Kloster Höningen war ein Augustiner-Chorherrenstift, das in der heutigen rheinland-pfälzischen Gemeinde Altleiningen, Ortsteil Höningen, lag und von dem sich ortsbildprägende Baureste erhalten haben. Es bestand von ca. 1120 bis 1569.

## Überblick
In diesem Eigenkloster der Leininger Grafen lebten Chorherren nach der Ordensregel des Heiligen Augustinus. Organisation und Alltag gestalteten sich ähnlich wie bei den Benediktinern. Statt eines Abtes stand zunächst ein Propst, ab dem 15. Jahrhundert ein Prior dem Kloster vor. Im Klosterbezirk, der zwei Kilometer südlich von der Burg Altleiningen im Nordosten des Pfälzerwalds lag, arbeiteten und wohnten zudem Handwerker, Bauern und Hirten. Nach der Aufgabe des Klosters entstand an seiner Stelle die Höninger Lateinschule. Zu Beginn des 19. Jahrhunderts bildete sich um die Klosterruinen herum das Dorf Höningen, das ein Ortsteil von Altleiningen ist. Das nahe Augustiner-Chorfrauen-Kloster Hertlingshausen, gegründet um 1160, war ein weiblicher Filialkonvent, ebenso das 1471 gestiftete Kloster Fischbach.

## Gründung
Während der Regierungszeit des Papstes Kalixt II. (1119–1124) gründete der Leininger Graf Emich II. mit seiner Gattin Albarat ein Augustiner-Chorherrenstift. Weil es direkt dem Papst unterstellt wurde, war der gesamte Grundbesitz, mit dem es vom Grafenpaar ausgestattet worden war, anerkanntes Kirchengut. Diese Ländereien gehörten bis dahin zum Lehen Heinrichs V. Noch bevor er 1125 starb, herrschten Erbstreitigkeiten. Indem die Leininger, die salische Vasallen waren, eigenmächtig zum Lehen gegebenes Land der Kirche unterstellten und die erbliche Vogtei darüber erlangten, blieben ihnen wichtige Verfügungsrechte erhalten, vor allem über dessen wirtschaftliches Potential, das mit grundherrschaftlichen Rechten gesichert war. Das Kloster wurde für sie das kulturelle Zentrum ihrer Grafschaft. Mit Burg und Kloster begründeten die Leininger ihre Machtposition gegenüber dem letzten salischen Kaiser, dessen Hauskloster, die Limburg, nur wenige Kilometer nördlich erbaut worden war. Die Höninger Klosterkirche wurde vom Diözesanbischof Burchard II. von Worms 1141 zu Ehren der Heiligen Petrus, Paulus und Verena geweiht. Sie stand direkt gegenüber St. Jakob, der Gemeindekirche der entstehenden Grafschaft.

## Schutz unter Papst Innozenz II. und Friedrich I. (Barbarossa)
Emich II. erhielt als Gründer und Vogt von Papst Kalixt II. folgende Rechte an seinem Hauskloster:
- Atzung, das heißt Bewirtung (auch für die ganze Dienerschaft) bei jedem Besuch
- Jagd im Klosterwald (Kriegholz)
- Abgabenerhebung von den Gütern
- Umbau der Gebäude
- Kontrolle der Haushaltung und geschäftlicher Abkommen
- weltliche Gerichtsbarkeit
- Möglichkeit der Klosterreformierung
- Wahl des Klostervorstehers

Alle Urkunden des 12. und 13. Jahrhunderts, darunter Ablässe, Schenkungen und Schutzbriefe, überdauerten die Klosterzeit, bis auf eine einzige: Der Stiftungsbrief von Kalixt II. In ihm mussten die aufgeführten Rechte des Vogts bestimmt worden sein, die mit ihrer Nennung bzw. Streichung auf jüngerem Papier abgeleitet werden konnten. Das Verschwinden dieser Urkunde fiel erst auf, als die Chorherren dem Sohn des verstorbenen Klostergründers, Graf Emich III., 1143 einen von ihnen erbetenen und an sie adressierten Schutzbrief des Papstes Innozenz II. (Höninger Schutzbriefe) übersetzten. Nach der Verlautbarung des neuen Papstes durften die Chorherren ihren Vorsteher, den Propst, wählen. Der Graf musste als gläubiger Christ akzeptieren, dass er dieses dem Vater noch zugestandene Recht verloren hatte.
Emich III. sorgte als Vogt für sein Kloster, indem er später als treuer Gefolgsmann in Oberitalien vom Kaiser Friedrich I. (Barbarossa) 1160 ein wichtiges Dokument (Höninger Schutzbriefe) erwirkte. Der Kaiser verbot deren Besteuerung oder Eingriffe in diese. Emich ließ sich demnach selbst die wirtschaftliche Nutzung der Stiftsausstattung weitgehend untersagen.
1173 erließ Emich III. dem Kloster 30 Solidi Wormser Münzen und zehn Scheffel Hafer, die ihm für das Recht der Vogtei jedes Jahr zugestanden hätten. Diese Mittel sollten zum Unterhalt eines nächtlichen Lichts gestiftet werden, offenbar ein Kerzenlicht im Familiengrab der Krypta zu Ehren der verstorbenen Eltern. Dazu strich er omnem exactionem (jegliche Steuer) und befreite die Geistlichen ab universa servilis juris condicione (von der ganzen Lage des Sklavenrechts, d. h. von aller Leibeigenenverpflichtung). Zudem gewährte er den Chorherren nun offiziell die freie Propstwahl.
Nach 1143 und 1160 erhielten die Chorherren noch weitere Schutzbestimmungen auf ihre Bitte hin. Im Machtstreit zwischen Papst, Kaiser, Bischöfen und Grafen musste sich das Höninger Kloster immer wieder seine Rechte sichern. In der Regel war es der Papst, welcher das Höninger Kirchengut mit den Schreibern seiner Kanzlei absichern ließ. Eine Bestätigung der Rechte von weltlicher Seite erübrigte sich, solange keine Interessen-Konflikte zwischen Papst und Kaiser herrschten. Doch Barbarossa setzte gegenüber Alexander III. Viktor IV. und nach ihm zwei weitere Gegenpäpste in Amt und Würden. Emich III. taktierte daher als treuer Vasall, der gerade die Unterwerfung der lombardischen Städte unter das Reich unterstützt hatte, indem er den Schutz seines Klosters von Barbarossa erbat, statt sich während des langjährigen Schismas (1159–1179) an einen der umstrittenen und in ihrer Position geschwächten Päpste zu wenden.
Schon vor dem Tod Barbarossas 1190 übernahm sein Sohn Heinrich VI. die Regierung und als er selbst schon 1197 ohne größere Auseinandersetzungen mit Rom starb, brach ein Streit über seine Nachfolge aus, den Otto IV. zunächst gewann. 1215 wurde Friedrich II., der Enkel Barbarossas, vom Mainzer Erzbischof zum König gekrönt, nachdem ihn bereits vier Jahre zuvor die deutschen Reichsfürsten als Gegenkönig gegen Otto gewählt hatten. Dem Höninger Chorherrenstift kam erst 1225 ein weiterer Schutzbrief zu, 1227 und 1228 folgten schon die nächsten – jeweils auf Bitte des Konvents im Auftrag rasch aufeinanderfolgender Päpste (Honorius III., Gregor IX. und Gregor X.) erstellt. Zu dieser Zeit verschlechterte sich das Verhältnis zwischen Friedrich und dem Papsttum zunehmend, weil er seinen Machtbereich auf das kirchliche Herrschaftsgebiet Sizilien ausweitete. Spätestens als er dann 1228 gebannt wurde, musste wieder mit Gegenkönig oder Schisma gerechnet werden; eine wiederholte Bestätigung von Gütern und Rechten im drohenden Chaos neuer Machtverhältnisse erschien notwendig.

## Der Klosterbesitz bis 1245
Die Innozenz-Schrift von 1143 legte nicht nur fest, dass die Klostergüter geschützt werden sollten, sondern lokalisierte diese in den verschiedenen Orten, in denen die Leibeigenen der Leininger wohnten. Zur Grundausstattung ihrer geistlichen Stiftung gehörten Felder, Wiesen, Weinberge und Höfe, deren Ertrag von ortsansässigen Bauern gewonnen und als Zehnt nach Höningen abgeführt wurde. 1245 erreichte eine zweite Güterbestätigung aus dem Vatikan das Kloster. Sie stammte von Innozenz IV. und ließ mit dem ersten Schutzbrief von 1143 die frühe Entwicklung des Klostervermögens nachvollziehbar werden.
Die Besitzungen, auf die sich das Interesse der Propstei in den hundert Jahren vor 1245 konzentrierte, stellten zwei deutlich voneinander geschiedene Komplexe dar. Der nordöstliche Besitz erstreckte sich am Haardt-Gebirge und umfasste die Dörfer Kleinkarlbach, Sausenheim, Bobenheim am Berg, Weisenheim am Berg und Dackenheim. Der nördliche Teil der Besitzungen umfasste Quirnheim mit Bossweiler, Lautersheim und Kerzenheim. Dazwischen schoben sich die Grünstädter und Mertesheimer Gemarkungen. Grünstadt und Mertesheim waren um 1143 als Besitz des Klosters Glandern noch in fremder Hand. Um die Verbindung zwischen den beiden Dörfergruppen herzustellen, wurden die Mühlheim-Güter von den Leiningern behelfsmäßig zur Anfangsausstattung hinzugefügt. Hauptanliegen Höningens war es zunächst, das südlichere Areal auszubauen und im Nutzen zu steigern – und zwar durch Inkorporation der dortigen Kirchen mit dem damit verbundenen Grundbesitz. Schon 1147 wurde die Kirche Dackenheims gewonnen und vier Jahre später erfolgte die Inkorporation der Kirche in Kirchheim. In der Zeit Barbarossas stockte die Erweiterung des Höninger Besitzes; nach 1151 war für ein halbes Jahrhundert keine Neuerwerbung bezeugt. Erst nachdem Philipp von Schwaben, der jüngste Sohn Barbarossas 1208 ermordet worden war und die staufischen Interessen keinen starken Vertreter fanden, kam es wieder zu einem Zuwachs an Höninger Rechten.
Nach dem Erwerb des Nackterhofs vor Hertlingshausen gelang es mit der 1220 erteilten Zustimmung vom staufischen König Friedrich II., in einem mehrstufigen Rechtsverfahren die Kirche von Leistadt mit ihrer Filiale in Herxheim zu inkorporieren. Damit wurde der Komplex Karlbach-Sausenheim-Kirchheim-Dackenheim-Weisenheim nach Süden hin erweitert; durch den Kauf von Gütern in Freinsheim und Erpolzheim dehnte das Kloster dieses Areal nach Osten aus. In den Jahren 1220 und 1221 wurden die Kirchen in Wattenheim und Hochspeyer sowie die bis dahin selbstständige Jakobskirche inkorporiert.
Allerdings wurde nicht nur dazugewonnen, denn irgendwann in dem Jahrhundert vor 1245 waren die 1143 noch genannten Besitzungen bei Alzey und Kaiserslautern veräußert oder vertauscht worden. Auch Bockenheim erschien 1245 nicht mehr unter den Dörfern, in denen das Kloster Besitzungen hatte. Das Chorherrenstift hatte sich demnach aus den westlichen und zu weit nördlichen Positionen zurückgezogen; im Gegenzug war der Güterbestand seines Kernbereiches mehr abgerundet und konsolidiert worden.
Die Bestimmungen von Innozenz IV. (1245) beschränkten sich wie diejenigen von Innozenz II. nicht auf die grobe Definition des Güterbestands, sondern förderten darüber hinaus das ihm direkt unterstellte Stift mit Privilegien. Der Reihe nach wurde Folgendes festgelegt:
- Die Regel des hl. Augustinus soll streng befolgt werden.
- Sowohl die jetzigen als auch die künftigen Güter des Klosters sollen unangetastet bleiben.
- Vom selbst bebauten oder verpachteten Neuland und vom Viehfutter darf kein Zehnt erhoben werden.
- Kleriker und Laien dürfen als Konversen aufgenommen werden.
- Nach abgelegter Profess darf niemand das Kloster ohne Erlaubnis des Propstes verlassen, wenn nicht ein strengerer Orden aufgesucht wird.
- Bei allgemeinem Interdikt ist es erlaubt, die Messfeier mit leiser Stimme hinter verschlossenen Türen bei Ausschluss der Exkommunizierten und unter Einbeziehung der Landbevölkerung abzuhalten, soweit das Stift nicht selbst Ursache des Interdikts ist.
- Chrisma, heiliges Öl sowie Altar-, Kirchen- und Priesterweihen sind vom Wormser Bischof zu empfangen.
- Neue Kapellen und Gebetsstätten in den Höninger Pfarreien dürfen nur mit Zustimmung von Papst und Bischof errichtet werden.
- Den Chorherren ist es erlaubt, Leichenhöfe für auswärtige Gemeinden anzulegen.
- Es sollen keine neuen und unberechtigten Abgaben von geistlicher oder weltlicher Seite erhoben werden.
- Die freie Bestattung beim Stift unter Wahrung der Rechte der Heimatpfarreien ist erlaubt.
- Die Chorherren haben das Recht der freien Propstwahl.
- Zur Wahrung des Friedens sind in allen dem Stift gehörenden Höfen und Orten Raub, Diebstahl, Brand, Blutvergießen, Entführung, Mord und jegliche Gewaltanwendung verboten.
- Alle durch vorangehende Päpste, Könige, Fürsten und andere Gläubige verliehene Freiheiten, Immunitäten und Exemptionen werden erneuert.
- Niemand darf die Kirche stören, Besitz entwenden oder zurückbehalten.

Die nächsten und letzten Papst-Urkunden folgten in den Jahren 1261, 1272 und 1486.

## Bischöfliche Ablassbriefe
Das Kloster wurde von bischöflicher Seite mehrmals durch Vergabe von Sündenablässen gefördert:
Den ersten Ablassbrief erteilte 1255 Bischof Arnold von Semigallien, um die Renovierung der Klosterkirche voranzutreiben: Alle, die hierzu irgendwie hilfreich zur Hand gingen, sollten einen 40-tägigen Nachlass ihrer Sünden erhalten.
Anlässlich einer Pilgerreise ins Hl. Land übergab am 6. September 1271, der Dominikanerpater Johannes, Erzbischof von Tyrus, dem Grafen Friedrich III. von Leiningen diverse Reliquien für das Kloster und verlieh den Verehrern der Heiligtümer bzw. den Guttätern des Konvents, vorbehaltlich der Zustimmung des Ortsbischofs, einen Ablass.
1321 erließ Patriarch Egidius von Alexandrien mit drei Erzbischöfen und neun Bischöfen denjenigen 40 Tage zeitlicher Sündenstrafen, die an mehr als 30 bestimmten Festtagen die Klosterkirche besuchten, sich dieser wohltätig erwiesen, ihr etwas vererbten, die Messe mitfeierten, Gegrüßet-seist-Du-Maria beteten und den Friedhof besuchten.
Weitere Ablassbriefe kamen dem Kloster 1451, 1455 und 1481 zugute. Dass Höningen den Bischöfen trotzdem nicht von allzu großer Bedeutung erschien, erweist sich an der Beträchtlichkeit des Sündenablasses, der im 15. Jahrhundert für die Pflege von Wormser Domkirche und Liebfrauenstift gewährt wurde: Der Ablass betrug exakt 5465 bzw. 1624 Tage.

## Hessos Reformen
Das Kloster geriet seit Mitte des 14. Jahrhunderts in eine finanzielle Notlage, was sich an Folgendem erkennen lässt:
Im März 1366 bestellten Prior Bertholdus und der gesamte Konvent ihren früheren Propst Bertholdus zu ihrem Prokurator und erteilten ihm die Vollmacht, ihre Einkünfte von 20 Malter Roggen und sechs Kapaunen in Dorf und Gemarkung Mölsheim, vornehmlich von dem Höninger Gut vor dem dortigen oder einem anderen Gericht an Dekan und Kapitel der Kirche zu Zell, Mainzer Diözese, zu verkaufen. Dem Willen seines Klosters kam Berthold schon am nächsten Tag (15. März) nach; der Verkauf erfolgte ausdrücklich aus dringender Not.
1444 verbot Bischof Friedrich von Worms dem Kloster Almosen „per quaestum indulgentiarum extorsis“ (durch Bitte um Ablässe gewährt); er wollte keinen erbetenen Ablass zur Förderung des Stifts ausstellen.
Die Gründe für den finanziellen Engpass könnten mit einer verschwenderischen Lebensführung der Chorherren in Verbindung mit einer ungeschickten Haushaltung erklärt werden. Zum anderen muss in Betracht gezogen werden, dass Friedrich VII. und Friedrich VIII., die zu dieser Zeit die Vogtei innehatten, durch Verwicklung in Fehden und Erbstreitigkeiten hochverschuldet waren. Vielleicht nutzten sie das Chorherrenstift als im Familienbesitz befindliches Wirtschaftsunternehmen.
Dort ging mit den Verpfändungen und Verkäufen ein Zerfall der Klosterordnung einher. Die Kirche verkam im Rückblick des Chorherrn Rutger Sycamber (1456–1514?) zu einem „vile stabulum“ (wertlosen Stall). Im Januar 1446 forderte Dr. Rudolph von Rüdesheim, Propst des Paulstiftes in Worms und Generalvikar in geistlichen Angelegenheiten, die Höninger Klosterbewohner dazu auf, die Konzilsbeschlüsse von Basel auszuführen, nach denen Kleriker ihre Konkubinen innerhalb von 15 Tagen zu entlassen hatten; andernfalls drohte der Verlust der geistlichen Ämter. Bekräftigt wurde die Ermahnung in einem Schreiben des gleichen Jahres von Bischof Reinhard von Worms.
Die peinliche Lage appellierte an das Pflichtbewusstsein des 11. Höninger Vogts mit Namen Hesso, ein vertrauter Berater des jungen Pfalzgrafen Ludwig IV. Hesso erfuhr von der Windesheimer Kongregation, einer Reformbewegung der Augustinerchorherren, die ihren Anfang im 1386 gegründeten Kloster Windesheim bei Zwolle nahm. Der Vogt setzte sich mit dem Bruderkonvent zu Bodecken, Diözese Paderborn, in Verbindung, dessen Prior Arnold schon im Auftrag Ludwigs IV. 1443 das Kloster Kirschgarten bei Worms nach den Windesheimer Regeln reformiert hatte. So konnte Hesso 1447 zuversichtlich Maßnahmen gegen die Missstände in seinem Kloster ergreifen. Den Bodecker Prior Arnold und den Kirschgartener Prior Bertold berief Hesso zu sich, um mit ihnen die Windesheimer Umgestaltung des Höninger Klosterlebens zu besprechen. Anwesend waren zudem der Höninger Propst Heinrich und sechs seiner Chorherren: Johannes Rozekedill de grinstatt (Grünstadt), Nicolaus de Altenliningen (Altleiningen), Johannes stoer de Alsheim (Albsheim), Petrus Rodis de treveris (Trier), Johannes Greber de Kirchem (Kirchheim), Johannes Krafft de Bobenheim, presbiteri conventuales monasterii sancti Petri in Hegene (priesterliche Konventualen des Klosters des Heiligen Petrus in Höningen).
Hesso übergab als Vogt das Kloster mit allen Besitzungen und Rechten dem Prior von Bodecken. Das Kloster sollte von nun an dem obersten Kapitel zu Windesheim im Bistum Utrecht für immer unterworfen sein. Er behielt sich und seiner Familie alle Rechte und Gewohnheiten vor, welche er und seine Vorfahren über das Kloster und dessen Güter bisher hatten, nämlich die Vogtei- und Schirmgerechtigkeit, die Jagdrechte im Klosterwald, Steuererhebung von den verpachteten Gütern, mit Ausnahme derjenigen, welche das Kloster selbst bauen ließ. Auch durften die Konventsangehörigen ohne Genehmigung der Grafen von Leiningen nichts kaufen, verkaufen oder verpfänden.

## Die Zeit zwischen 1477 und 1569
Am 7. Juli 1447 verließen der bisherige Propst und die sechs erwähnten Chorherren das Kloster. Prior Arnold berief zur verbliebenen Gemeinschaft neue Chorherren herbei. Der Bruder Hessos, Graf Friedrich von Leiningen, fand an der Neuerstehung der altehrwürdigen Stiftung sein Wohlgefallen und ehrte sie am Ende des Jahres mit einem Schutzbrief. Dennoch musste die Klosterdisziplin auch später noch mit ernsthaften Problemen konfrontiert worden sein: 1473 wandte sich Prior Johannes IV., der von 1471 bis 1488 im Amt war, an den Vogt Reinhard IV. von Leiningen-Westerburg. Er erklärte, das nahe bei Höningen gelegene Dorf Zwingweiler sei seit vielen Jahren die Ursache nachlassender Ordnung, indem Konkubinen die Geistlichen verführten. Zudem würden die Dorfbewohner den Klostergütern großen Schaden zufügen. Deshalb wollte der Prior das Dorf aufkaufen, um die Errichtung weiterer Häuser verbieten zu können. Reinhard IV. stimmte bereitwillig zu. In der Folge wurden die Häuser niedergerissen, so dass es spurlos vom Boden verschwand. Zahlreiche Erwerbungen unter Reinhard IV. zeigten einen wirtschaftlichen Aufschwung des Klosters.
Der Schriftsteller und Dichter Rutger Sycamber aus dem niederländischen Venray (wahrscheinlich um 1456 geboren) lebte von 1476 bis 1480 und 1490 bis zu seinem Tod 1516 (?) als Chorherr in Höningen. Drei seiner (aus dem Lateinischen übersetzte) Gedichte sollen hier einen kleinen Einblick in das Kloster Höningen des frühen 16. Jahrhunderts geben.
Um 1500 widmete Rutger dem alten und gebrechlichen Johannes IV. diese Zeilen:
Für Dich, werter Pater Johannes, schreibe ich das folgendes Gedicht. Ich weiß, dass Du mir viel Gutes zugeteilt und mich an die Heiligen erinnert hast. Du hast mich eingekleidet in die heiligen Gewänder und in die Gemeinschaft mit guten Brüdern gebracht. Grundsätze stets neu belebend und anordnend war ich dennoch selbst recht träge gegenüber frommen Ratschlägen und habe sie oft missachtet. Schon bereue ich, nicht zuvor heilsame Gespräche mit Dir geführt zu haben. In meinen Geist trat besondere Hochachtung, mit welcher du mich umschlossen immer wieder erwärmtest. Ich danke Dir sehr dafür im Licht des Herzens betrachtend, wie viel Gutes Du mir bereitet hast – und ich staune. Wehe uns Armen, die wir die Ratschläge der Väter verschmähen, während das Alter grünt, die wir alles Heilsame gering schätzen, über achtbares Alter lachen, welches wir dennoch aus freiem Entschluss begehren. Alt zu werden, wünschen wir uns doch mit ganzem Herzen, aber wir nennen uns unglücklich, wenn es soweit ist. In uns lebt nicht der Geist, noch mehr dienen wir genau genommen dem vergänglichen Fleisch und wünschen uns dessen Fügsamkeit, kümmern uns nicht um geistige Gaben, werden gebogen nach jedem Wind, weil wir ihm in der Tat als Standhafte nicht lieb sind. Du Pater hast mich in vielem vergeblich gelehrt; ich Sündiger habe die ehrwürdigen Ermahnungen nicht befolgt. So werde ich gekreuzigt von vielen Qualen, die der Winter mir häufig beschert; mich erschüttert der schwarze Ansturm, weil ich vernachlässigt habe, meine Empfindung, das Fleischhafte abzutöten. Ich ertrage den Schaden des boshaften Verlusts. (R52 No.21 fol.206ra)
Nach Gregor Scontall (1495) und dem als geistlicher Schriftsteller bekannten Johannes von Lambsheim (1496–1497) ergriff ein Jüngerer die Klosterleitung. In diesem Zusammenhang schilderte Rutger seine Besorgnisse folgendermaßen:
Im Kloster werden sehr oft auch junge Männer Priore, die anderen Pflichten nachgehen; es ist unschön zu überliefern, was ständig in den heiligen Räumen geschieht. Der Prokurator ist nämlich ein Junge, der Abt ist in jugendlich-kindischem Alter, der Cellerar ist kaum zwanzig Jahre alt. Wenn das religiöse Leben zugrunde geht, geht auch das gesamte Vermögen des Hauses zugrunde. Wir sehen solches eben in diesen Zeiten. Wehe, schon regieren die Jungen, der Alte wird verachtet. So sind die Sitten in dieser Zeit. (Du mögest es zum Besseren wenden, Gott.) Und es gibt gottesfürchtige Männer im Kloster, hochbetagt und ernsthaft, gelehrt und erfahren, die Jungen als Väter haben, die nicht den eigenen Namen deklinieren können, bartlos und ohne Frucht der Tugend. Ich leide darunter, weil nichts schändlicher ist, als dass ein gelehrter Alter der verweichlichten Sitte von Knaben untergeben ist und dieser dient. (R37 No.5 fol. 54raf)
Trotzdem fühlte sich der Chorherr dem Kloster Höningen stark verbunden:
Diesen Ort genieße ich, hier ersinne ich so manches Gedicht. Der Wald ergötzt und das antwortende Echo erfreut mich, hier möchte ich sterben, hier werden raue Verhängnisse den Sycamber hinüber zu himmlischen Freuden tragen, oder (was Gott abwenden möge) zu den Wassern des verderblichen Acheront, von denen Jesus selbst und Maria mich fernhalten mögen. Dir, dreifaltiger Gott, seien Lob, Herrschaft, Ruhm und Stärke. Heyna, berühmter Ort, Du mögest gedeihen für viele Jahrhunderte. (R52 No.4)
Im Zuge der Reformation existierte das Kloster jedoch nur noch wenige Jahrzehnte: Arnold II. Costerius war der letzte Prior. 1569 trat er mit den übrigen Konventsangehörigen aus dem Kloster und wurde von Graf Philipp I. zum ersten evangelischen Pfarrer in St. Jacob ernannt. Am 7. März des gleichen Jahres wurde das Kloster aus unbekannten Gründen durch einen Brand zerstört. Nach Renovierungsmaßnahmen gründete hier Philipp I. eine Lateinschule (Höninger Lateinschule).